# Megara
Megara — испанская рок-группа, основанная в Мадриде в 2015 году. Они представляли Сан-Марино на конкурсе «Евровидение-2024» с песней «11:11».

## История
Группа Megara была основана в Мадриде в 2015 году гитаристом Робером и вокалистом Кензи. В том же году группа выпустила свой дебютный мини-альбом «Muérase quien pueda». В 2016 году они выпустили свой первый студийный альбом «Siete». После публикации их второго студийного альбома «Aquí estamos todos locos» в 2018 году популярность группы начала расти, и в 2019 году они впервые выступили на Download Festival и Resurrection Fest.
В 2023 году группа приняла участие в Benidorm Fest 2023, испанском отборочном туре на конкурс песни «Евровидение-2023» с песней «Arcadia». 31 января 2023 года они заняли четвёртое место в первом полуфинале и прошли в финал, где заняли четвёртое место в общем зачёте. В том же году они объявили, что будут выступать на разогреве на испанском этапе мирового турне Babymetal.
В 2024 году группа приняла участие в предварительном отборе в Сан-Марино Una Voce per San Marino 2024 с песней «11:11». Изначально песня должна была участвовать в Benidorm Fest 2024, но не была отобрана вещательной компанией RTVE. Чтобы соответствовать правилам отбора в Сан-Марино, были добавлены куплеты на итальянском языке. Они участвовали во втором полуфинале и после выхода во второй раунд 23 февраля 2024 года вышли в финал. Профессиональное жюри в составе пяти человек объявило их победителями конкурса и, таким образом, они были отобраны для представления страны на конкурсе песни «Евровидение-2024». 9 мая 2024 года они не прошли во второй полуфинал, заняв 14-е место из 16 с 16 баллами.

## Музыкальный стиль
Группа придумала свой музыкальный стиль под названием «fucksia rock» — сочетание электронной, танцевальной и рок-музыки. Группа заявила, что придумала этот термин, чтобы не ассоциировать себя с каким-то одним жанром. Робер Буэно сказал в интервью: «Мы не хотели, чтобы нас загоняли в какие-то рамки [жанров]... [он] охватывает несколько стилей. Нам нравится поп-музыка или рок, и мы выражаем свои вкусы в наших песнях». И в ней есть смесь всего этого». В другом интервью группа описала свою музыку как «идеальное сочетание зловещего и сладкого».